# Порожній будинок
«Поро́жній буди́нок» — твір із серії «Повернення Шерлока Холмса» шотландського письменника Артура Конан-Дойля. Уперше опубліковано Strand Magazine у 1903 році.
Сам автор пізніше заніс цю історію до свого списку «12 улюблених історій про Шерлока Холмса».

## Сюжет

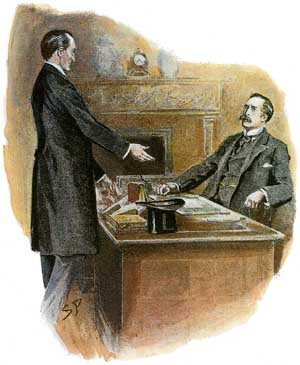
Неочікуваний сюрприз для доктора Ватсона

Дії оповідання відбуваються через кілька років після «Остання справа Холмса», у ході якого головний герой «гине» в сутичці з главою лондонського злочинного світу професором Моріарті у Райхенбахському водоспаді.

### Вбивство Рональда Адера
Завдяки багаторічній тісній дружбі з Шерлок Холмсом Ватсон став цікавитися різного роду кримінальними справами. Проте справа про трагічну загибель Рональда Адер особливо схвилювала Ватсона. Рональд Адер належав до вершків суспільства, мав значні статки. Полюбляв грати в картярські ігри, був членом трьох клубів — «Болдвін», «Кавендіш» і «Бегетель». У день своєї смерті він грав у клубі «Бегетель». За свідченнями полковника Морана та інших гравців клубу стає відомо, що в цей день Рональд програв, але не більше п'яти фунтів. У цей вечір Рональд повернувся додому в свою кімнату, замкнув двері зсередини. З цього моменту не долинуло жодного звуку з кімнати Рональда. Однак повернувшись додому, його мати, леді Мейнус, вирішила зайти до сина, сказати «на добраніч». Незважаючи на стук і крики, ніхто не відгукнувся. Коли двері зламали, було виявлено мертвого Рональда Адера. Пізніше було встановлено, що він був убитий револьверною кулею. Мотиви злочину залишалися загадкою для слідства.

### Повернення Шерлока Холмса

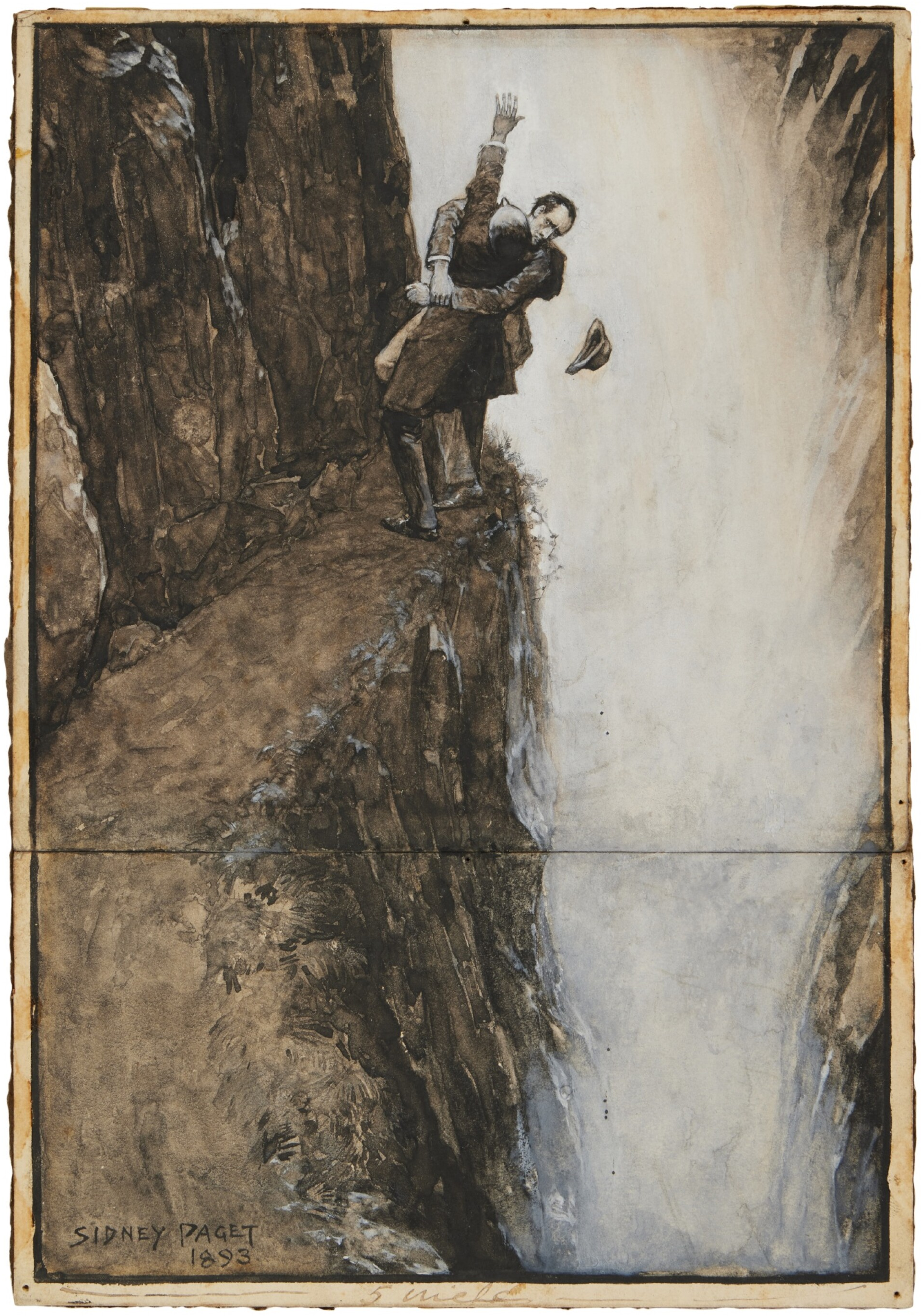
Сутичка Холмса та Моріарті на Рейхенбахському водоспаді

Протягом дня Ватсон думав про справу, намагаючись знайти пояснення загадкового вбивства. Близько шести годин Ватсон проходив повз той самий будинок, де стався злочин. Старенький чоловік висловлював свою теорію про те, що сталося. Міркування цієї людини здалися доктору настільки безглуздими, що він вирішив піти з цього місця. При цьому він ненавмисно штовхнув старого і той розсипав книги. Вибачившись, Ватсон допоміг старому зібрати книги й відправився додому. Однак через деякий час його відвідав той самий старий. Він запропонував Ватсону купити одну з його книг, вказавши на порожнє місце на його полиці. Ватсон відвернувся, а коли знову повернув голову, побачив самого Шерлока Холмса, від чого знепритомнів. Прийшовши до тями, Ватсон побажав дізнатися, яким чином Холмсу вдалося врятуватися. Холмс розповів, що він не був у прірві Райхенбахського водоспаду і йому вдалося втекти від спільника професора Моріарті — полковника Морана. У таємницю був посвячений тільки брат Шерлока Холмса — Майкрофт. Холмсу було важливо, щоб його вважали загиблим. Після суду над спільниками Професори Моріарті, на волі залишилися два найнебезпечніших ворога Холмса.
Два роки Холмс подорожував по Тибету, провів кілька днів у далай-лами, побував у Персії, Мецці, Хартумі. Повернувшись до Європи, Холмс залишався у Франції. Справа про вбивство Рональда Адера змусила Холмса якомога швидше повернуться до Лондона.

### Порожній будинок

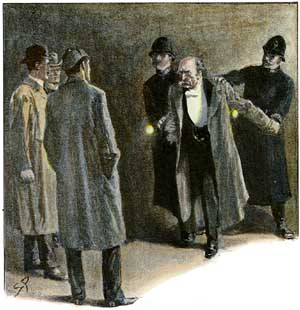
Арешт Себастьяна Морана

Після бесіди Шерлок Холмс і доктор Ватсон попрямували у незаселений будинок, з вікна якого можна було спостерігати за будинком Холмса на Бейкер-стріт 221Б. Вікна були затулені фіранками, кімната Холмса яскраво освітлювалась. На тлі вікна виділялась точна копія силуету Холмса. Помітивши напередодні підозрілого, який стежив за вікнами помешкання, Холмс замовив воскову фігуру самого себе і встановив її у своєму кабінеті. Щочверть години місис Хадсон непомітно змінювала положення воскової фігури. Після опівночі у порожньому будинку з'явився Себастьян Моран, який відчинивши вікно, здійснив постріл з рушниці у силует псевдоХолмса. Відразу після пострілу Холмс та Ватсон з застосуванням сили затримали зловмисника, якого передали інспекторові Лестрейду, який з двома полісменами очікував поблизу. Таким чином Себастьян Моран був заарештований та згодом засуджений за звинуваченням у вбивстві Рональда Адера, який звинувачував його у шахрайстві в картярській грі: якби Морана виключили з елітного клубу джентльменів, він би позбувся єдиного відомого йому засобу заробітку.